# Conflict in Nagaland
Het Conflict in Nagaland is een burgeroorlog sinds 1993. De oorlog is in Nagaland in India. Er is een christelijke meerderheid in Nagaland.
Er is een "National Socialist Council of Nagaland", waarvan de (Isak-Muivah) vleugel zegt strijden voor een christelijk geïnspireerd maoïsme; de Khaplang-vleugel hangt de Groot-Nagaland gedachte aan. Daarnaast is er een "Naga National Council (Adino)".
Er vallen regelmatig doden, die echter zelden meer dan lokale aandacht trekken.